# Siphonophora alveata
Siphonophora alveata är en mångfotingart som beskrevs av Loomis 1972. Siphonophora alveata ingår i släktet Siphonophora och familjen Siphonophoridae. Inga underarter finns listade i Catalogue of Life.